# Lưu Cường
Lưu Cường (tiếng Trung giản thể: 刘强, bính âm Hán ngữ: Liú Qiáng, sinh tháng 3 năm 1971, người Hán) là chuyên gia ngân hàng, chính trị gia nước Cộng hòa Nhân dân Trung Hoa. Ông là Ủy viên dự khuyết Ủy ban Trung ương Đảng Cộng sản Trung Quốc khóa XX, hiện là Thường vụ Tỉnh ủy Sơn Đông, Bí thư Thành ủy Tế Nam. Ông từng là Tổng thư ký Tỉnh ủy Sơn Đông; Phó Tỉnh trưởng Sơn Đông; Phó Hành trưởng Ngân hàng Trung Quốc.
Lưu Cường là đảng viên Đảng Cộng sản Trung Quốc, học vị Cử nhân Nông nghiệp, Tiến sĩ Quản trị học. Ông có 25 năm công tác trong ngành ngân hàng trước khi chuyển sang tổ chức Đảng và chính quyền địa phương.

## Xuất thân và giáo dục
Lưu Cường sinh vào tháng 3 năm 1971 tại huyện Hải Nguyên thuộc địa cấp thị Trung Vệ, Khu tự trị dân tộc Hồi Ninh Hạ, Cộng hòa Nhân dân Trung Hoa. Ông lớn lên và tốt nghiệp cao trung ở Hải Nguyên, vào năm 1989 thì thi cao khảo và đỗ Đại học Nông nghiệp Trung Quốc, tới thủ đô nhập học vào tháng 9 cùng năm và tốt nghiệp cử nhân nông nghiệp vào tháng 7 năm 1993. Ông từng dành nhiều thời gian là nghiên cứu sinh tại chức chuyên nghiệp về kỹ thuật và khoa học quản trị ở Trường Quản lý và Kinh tế của Đại học Viện Khoa học Trung Quốc và trở thành Tiến sĩ Quản trị học. Lưu Cường được kết nạp Đảng Cộng sản Trung Quốc vào tháng 12 năm 1996, ông từng tham gia khóa bồi dưỡng và huấn luyện cán bộ trung, thanh niên kỳ 40 giai đoạn tháng 3–7 năm 2016 tại Trường Đảng Trung ương Đảng Cộng sản Trung Quốc.

## Sự nghiệp

### Ngành ngân hàng
Tháng 8 năm 1993, sau khi tốt nghiệp trường Nông nghiệp, Lưu Cường được phân vào Ngân hàng Nông nghiệp Trung Quốc (ABC), ban đầu là chuyên viên của bộ phận công nghiệp tín dụng. Sau đó, ông lần lượt là cán bộ của Phòng Chuyển đổi kỹ thuật, Phòng Tổng hợp của bộ phận tín dụng công nghiệp thứ nhất, sau đó là bộ phận tín dụng công nghiệp và thương mại, bộ phận quản lý tín dụng, ngạch khoa viên, phó chủ nhiệm rồi chủ nhiệm khoa viên. Những năm 2000, ông là Phó Trưởng phòng thứ nhất rồi Trưởng phòng của Văn phòng Ủy ban Khai phát sản phẩm mới của bộ phận nghiên cứu, và rồi là Thư ký cấp chính xứ của Văn phòng Ngân hàng ABC. Sau đó, ông được thăng chức làm Phó Giám đốc rồi Giám đốc bộ phận kinh doanh của ngân hàng, chuyển chức làm Giám đốc bộ phận khách hàng hớn. Đến 2010, ông được điều về làm Phó Bí thư Đảng ủy, Phó Hành trưởng ABC Bắc Kinh, đợt một thời gian thì chuyển trở lại trụ sở làm Giám đốc bộ phận quản lý cân đối kế toán, Giám sát trưởng Công ty hữu hạn ABC Leasing – một công ty con cho thuê tài chính của ABC, và đồng thời là Giám đốc Trung tâm Quản lý Vốn và Quỹ tài trợ Tam Nông. Vào tháng 7 năm 2015, Lưu Cường được điều về Thượng Hải làm Bí thư Đảng ủy, Hành trưởng ABC Thượng Hải, kiêm Phó Bí thư Đảng ủy, Phó Chủ nhiệm thường vụ bộ phận quản lý Thượng Hải của ngân hàng. Tròn 1 năm sau, ông được điều sang Ngân hàng Trung Quốc, được bổ nhiệm làm Phó Hành trưởng, Thành viên Đảng ủy ngân hàng.

### Tổ chức địa phương
Tháng 9 năm 2018, sau tròn 25 năm công tác ở khối ngân hàng, Lưu Cường được điều tới Sơn Đông, nhậm chức Phó Tỉnh trưởng, Thành viên Đảng tổ Chính phủ Nhân dân tỉnh Sơn Đông. Đến ngày 21 tháng 5 năm 2020, ông được bầu vào Ủy ban Thường vụ Tỉnh ủy, được phân công làm Tổng thư ký Tỉnh ủy Sơn Đông. Sau đó, vào ngày 28 tháng 3 năm 2022, ông được điều về thủ phủ Tế Nam, nhậm chức Bí thư Thành ủy, kiêm Bí thư thứ Nhất Đảng ủy Khu Cảnh bị Tế Nam. Cuối năm 2022, ông là đại biểu của đoàn Sơn Đông dự Đại hội Đảng Cộng sản Trung Quốc lần thứ XX. Trong quá trình bầu cử tại đại hội, ông được bầu là Ủy viên dự khuyết Ủy ban Trung ương Đảng Cộng sản Trung Quốc khóa XX.